# Wiałka (przystanek kolejowy)
Wiałka (ros. Вялка) – przystanek kolejowy w miejscowości Wiałka, w rejonie okułowskim, w obwodzie nowogrodzkim, w Rosji. Położony jest na linii Petersburg – Moskwa.